# Keep Calm and Carry On

Plakat Keep Calm and Carry On

Keep Calm and Carry On – brytyjski plakat propagandowy z okresu II wojny światowej opracowany w 1939 roku na zlecenie rządu Wielkiej Brytanii w celu podtrzymania morale narodu brytyjskiego w czasie wojny.
Plakat przedstawiał zapisane białymi literami słowa Keep Calm and Carry On („zachowaj spokój i rób swoje”) oraz białą koronę – symbolizującą, że są one przesłaniem króla Jerzego VI – umieszczone na czerwonym tle.
Był to ostatni z serii trzech plakatów, do której należały także Your Courage, Your Cheerfulness, Your Resolution Will Bring Us Victory („Twoja odwaga, twoja pogoda ducha, twoja determinacja przyniesie nam zwycięstwo”) oraz Freedom Is In Peril, Defend It With All Your Might („Wolność jest zagrożona, broń jej z całą swoją mocą”). We wszystkich plakatach użyta została ta sama czcionka, kolorystyka oraz emblemat korony.
Łącznie wyprodukowanych zostało prawie 3 700 000 plakatów, w tym ok. 800 000 Your Courage, 400 000 Freedom Is In Peril oraz 2 500 000 Keep Calm and Carry On. Plakaty drukowane były w różnych rozmiarach, od najliczniej produkowanych o wymiarach 15 × 10 cali (ok. 38 × 25 cm; ok. 2 300 000 egzemplarzy, w tym 1 500 000 Keep Calm) po plakaty 20 × 10 stóp (ok. 6,1 × 3 m).
Prace projektowe nad plakatami rozpoczęły się jeszcze przed wybuchem spodziewanej wojny, wiosną 1939 roku. Przedstawienie ostatecznej wersji projektu nastąpiło 9 sierpnia. Plakaty Your Courage oraz Freedom Is In Peril rozpowszechnione zostały na terenie całego kraju przez Ministerstwo Informacji we wrześniu 1939 roku. W przeciwieństwie do nich plakaty Keep Calm and Carry On nigdy nie zostały użyte – ich dystrybucję planowano w ostateczności, np. w obliczu niemieckiej inwazji na wyspy.
Nierozpowszechniany Keep Calm and Carry On, którego większość egzemplarzy została najprawdopodobniej zniszczona wkrótce po wojnie, pozostawał zapomniany do 2000 roku, gdy jeden egzemplarz został przypadkowo odkryty przez właściciela antykwariatu w Alnwick, w północno-wschodniej Anglii. Wkrótce plakat zdobył dużą popularność i rozpoczęto jego reprodukcję dla celów komercyjnych. Parafrazowane na wiele sposobów hasło plakatu stało się memem internetowym.
Poza egzemplarzem z Alnwick, niewielka liczba plakatów przechowywana jest w brytyjskich Archiwach Narodowych oraz w Imperial War Museum. Sensację w 2012 roku wzbudziło wystawienie na sprzedaż nieznanych wcześniej 15 oryginalnych plakatów w programie telewizyjnym Antiques Roadshow.